# 俏妞報到 (第一季)
《俏妞報到》第一季（英語：New Girl Season 1）由伊莉莎白·梅莉薇瑟開創，於2011年9月20日在FOX開播，於2012年5月8日播出季終，全季共24集。故事著眼於年輕人的兩性議題，講述古靈精怪的潔絲在遭遇男友的背叛後，搬離與男友的愛居，和三名陌生男子尼克、施密特與溫斯頓成為室友的生活趣事。
本劇首播後，獲得影評家的好評，首集更創下1028萬的收視人口紀錄，女主角柔伊·黛絲香奈亦獲得第69屆金球獎與第64屆黃金時段艾美獎提名，麥斯·格林菲爾德的表現同樣收穫讚賞，而FOX也在2012年4月9日宣布續訂第2季24集。

## 製作

### 開發
2010年10月13日，FOX預訂來自二十世紀福斯電視公司與徹寧娛樂共同製作、原名為《小姐與男士們》（Chicks and Dicks）的半小時喜劇試播集劇本，由伊莉莎白·梅莉薇瑟執筆，同時和彼得·徹寧與凱瑟琳·波普（Katherine Pope）共同擔任執行製作。
2011年1月24日，FOX正式宣布預訂本劇試播集，並由傑克·卡斯丹執導。5月10日，FOX宣布系列預訂本劇13集。6月，喜劇編劇暨製作人喬·波特（Joe Port）與喬·懷斯曼（Joe Wiseman）和二十世紀福斯簽屬兩年合約，並加入本劇擔任共同執行製作，而簽署一年合約的卡斯丹，則正式加入執行製作陣容。9月28日，FOX宣布預訂本季全季集數，追加11集至24集。

### 選角
2011年2月8日，劇組與柔伊·黛絲香奈洽談演出，她將飾演一名樂觀但戀情不順遂的小學教師潔絲卡，並在經歷分手後，與三名男士成為新室友。2月15日，宣布傑克·M·約翰森與麥斯·格林菲爾德加入試播集演出陣容，擔綱三名主要男角中的兩個角色，分別飾演調酒師尼克與熱愛啤酒的健身男施密特。3月17日，宣布小戴蒙·韋恩斯加入主演陣容，飾演熱愛運動的教練，而漢娜·席夢也早在月初時便加入了主演群。由於小戴蒙·韋恩斯參演的ABC喜劇《好友行不行》獲得第2季續訂，因此在演出試播集後，選擇退出主演陣容，而雷默恩·莫里斯在7月時加入了主演群，頂替其角色空缺，飾演身為前運動員的新室友溫斯頓，並從第2集起登場。

## 演員陣容

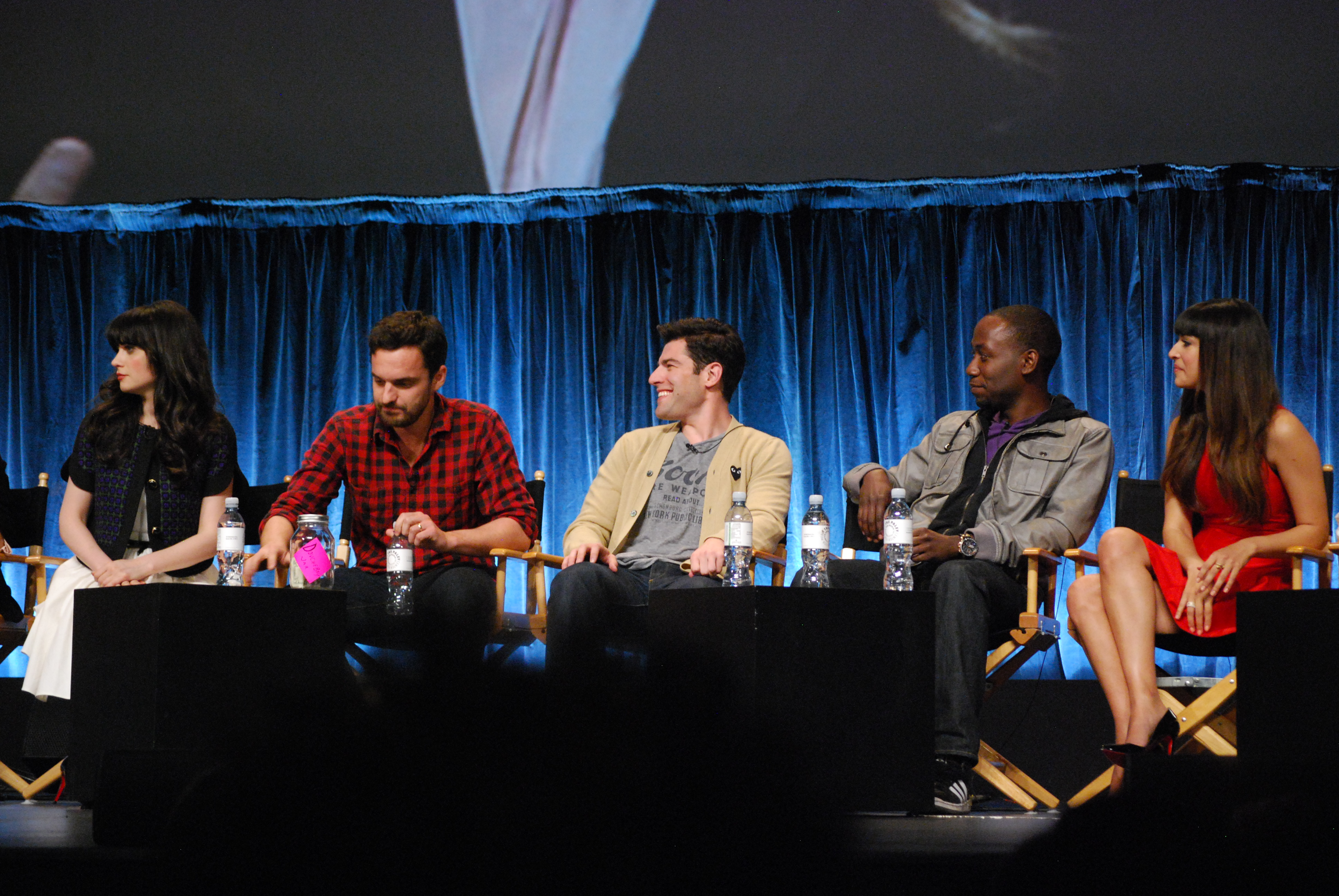
主要演員柔伊·黛絲香奈、傑克·約翰森、麥斯·格林菲爾德、雷默恩·莫里斯與漢娜·席夢於2012年的Paley Fest會場上。

### 主要演員
- 柔伊·黛絲香奈 飾演 “潔絲”卡·克里斯多佛·戴伊
- 傑克·約翰森 飾演 “尼克”拉斯·米勒
- 麥斯·格林菲爾德 飾演 施密特
- 小戴蒙·韋恩斯 飾演 教練
- 雷默恩·莫里斯（英语：Lamorne Morris） 飾演 溫斯頓·畢夏普
- 漢娜·席夢 飾演 “西西”莉雅·帕雷克

### 常設演員
- 德莫·麥隆尼 飾演 羅素·席勒
- 賈斯汀·隆 飾演 保羅·剛茲林格
- 菲爾·亨德里（英语：Phil Hendrie） 飾演 喬伊·拿坡里
- 珍妮·翠柏虹（英语：Jeanne Tripplehorn） 飾演 烏莉
- 瑪莉·伊莉莎白·艾勒斯（英语：Mary Elizabeth Ellis） 飾演 凱羅蘭
- 麗茲·凱普蘭 飾演 茱莉亞·克利瑞
- 吉蓮·薇格曼（英语：Gillian Vigman） 飾演 金姆
- 米凱拉·沃特金斯（英语：Michaela Watkins） 飾演 吉娜
- 史蒂芬·艾梅爾 飾演 凱爾
- 拉琪兒·哈里斯（英语：Rachael Harris） 飾演 譚雅·拉夢塔恩
- 瓊恩·黛安·拉斐爾（英语：June Diane Raphael） 飾演 莎蒂
- 凱莉·浩克（英语：Kali Hawk） 飾演 雪兒碧
- 傑夫·科伯（英语：Jeff Kober） 飾演 雷米
- 蕾貝卡·里德 飾演 娜蒂雅
- 大衛·內赫 飾演 班傑明
- 布萊克·蓋瑞特 飾演 艾爾文

## 集數
| 總集數 | 集數 （季） | 標題                             | 導演            | 編劇                                                          | 首播日期       | 製作 代碼 | 美國收視人數 （百萬） |
| --- | ----------- | -------------------------------- | --------------- | ------------------------------------------------------------- | -------------- | --------- | --------------------- |
| 1 | 1           | Pilot                            | 傑克·卡斯丹     | 伊莉莎白·梅莉薇瑟                                             | 2011年9月20日  | 1ATM79    | 10.28                 |
| 潔絲當場抓獲男友史賓賽背著她偷吃，因此潔絲不得不另覓住所。潔絲覺得尼克、施密特與教練的房子不錯，並希望三人可以讓她成為新室友。施密特得知潔絲的好友西西是位模特兒後，極力說服尼克和教練讓潔絲入住。潔絲因情傷而整天賴在沙發上，這使尼克等人非常受不了，為了提振潔絲的精神，施密特要潔絲與他們一起出去狂歡，好重返情場。潔絲認識了施密特的好友彼得，兩人意外來電，結果，彼得竟在約會當天放潔絲鴿子，故尼克、施密特與教練放棄了狂歡機會，跑到潔絲約會的餐廳安慰潔絲。 客串：瑪莉·伊莉莎白·艾勒斯 飾演 凱羅蘭、吉蓮·薇格曼 飾演 金姆 |             |                                  |                 |                                                               |                |           |                       |
| 2 | 2           | 新室友 Kryptonite                | 傑克·卡斯丹     | 伊莉莎白·梅莉薇瑟                                             | 2011年9月27日  | 1ATM01    | 9.28                  |
| 潔絲將自己的衣物留在史賓賽家，因此得不斷向施密特索取衣物。溫斯頓回到洛杉磯，並住進教練的房間，而溫斯頓試圖要施密特讓出他當初住的大房間。潔絲不小心砸壞電視，故尼克等人要潔絲向史賓賽要回她的電視。潔絲每遇史賓賽便會心軟，甚至更被史賓賽要求載史賓賽的新女友到機場，這讓尼克等人很驚訝，故潔絲等五人決定前往史賓賽家要回潔絲的衣物與電視機。 |             |                                  |                 |                                                               |                |           |                       |
| 3 | 3           | 婚禮 Wedding                     | 傑森·溫納       | 湯尼克·卡瑞                                                   | 2011年10月4日  | 1ATM04    | 8.65                  |
| 尼克與施密特拜託潔絲扮演尼克的假女友出席婚禮，好讓尼克不受凱羅蘭影響。施密特常常與葛蕾琴在婚禮後激情，但現在他打算吸引布魯克的注意。尼克發現潔絲似乎讓凱羅蘭吃醋，因此感到開心，結果他又再次陷入與凱羅蘭一次又一次的輪迴中，並抱持與凱羅蘭復合的希望。施密特騙布魯克關於潔絲的事，使得布魯克誤以為潔絲是個危險人物，進而無緣與施密特約會。潔絲發現尼克又深陷於凱羅蘭而試圖幫助尼克，結果尼克在得知凱羅蘭有男友後，又開始變得消極。尼克和施密特怪罪潔絲，更說潔絲是個闖禍精，這讓潔絲非常生氣。尼克霸佔了照相亭，故施密特跑來向潔絲與溫絲頓求救，而尼克在潔絲的安慰下，決定正式與凱羅蘭告別。 未登場：漢娜·席夢 飾演 西西 客串：瑪莉·伊莉莎白·艾勒斯 飾演 凱羅蘭、凱蒂·卡西迪 飾演 布魯克、娜塔莎·雷昂 飾演 葛蕾琴 |             |                                  |                 |                                                               |                |           |                       |
| 4 | 4           | 上網文化 Naked                   | 傑克·卡斯丹     | J·J·菲爾濱                                                    | 2011年11月1日  | 1ATM02    | 7.42                  |
| 溫斯頓因脫離世俗太久，導致他無法跟上現行流行文化，也因此讓他錯失許多工作機會，為了能夠面試成功，他決定惡補這兩年來他所未能獲知的流行文化。潔絲在不小心看見尼克的裸體時笑了出來，這讓從回情場的尼克變得沒有自信。潔絲試圖解開與尼克之間尷尬地氛圍，好進行成熟的對談，但潔絲卻連男性的生殖器名稱都說不出口。施密特在得知所有人都看過尼克的裸體後，不甘心身為尼克摯友卻未見尼克坦誠相見的他，想盡辦法想看到尼克的下體。 客串：蕾克·貝爾 飾演 亞曼達 |             |                                  |                 |                                                               |                |           |                       |
| 5 | 5           | 多一位？ Cece Crashes            | 約翰·漢堡       | 瑞秋·愛克斯勒                                                 | 2011年11月8日  | 1ATM03    | 6.84                  |
| 西西因與男友分手而決定暫住在潔絲家，而施密特試圖引起西西的注意，至於溫斯頓則刻意讓施密特出糗。西西認為尼克對潔絲有意思，意圖在於希望潔絲可以主動出擊，但認為兩人是朋友的潔絲開始慌張，並做出許多反常行為，這使尼克相當不解。 |             |                                  |                 |                                                               |                |           |                       |
| 6 | 6           | 感恩節 Thanksgiving              | 米格爾·雅提達   | 柏克里·強森                                                   | 2011年11月15日 | 1ATM06    | 6.91                  |
| 潔絲主動邀請學校老師保羅到家中一同共度感恩節，為了完成感恩節大餐，潔絲以邀請西西為條件，換取施密特下廚。尼克發現保羅就像男版潔絲，而潔絲發現尼克似乎不太喜歡保羅，至於保羅則感覺尼克的表現像是他與潔絲曾有一段關係。由於四人居住的公寓因烘烤火雞導致烘衣機壞掉，於是一群人借用了鄰居的廚房，而潔絲將尼克留在門外，並斥責尼克不太喜歡保羅的表現，而這一席話都被所有人聽見，使得潔絲相當尷尬。施密特在做菜時會變得情緒化，且很在意衛生問題，而難得看見施密特暴怒的一面的西西，對施密特產生了興趣。保羅意外發現鄰居奶奶的屍體，導致感恩節大餐計畫失敗，而就在潔絲一行人打算前往舞廳狂歡時，臨走的保羅現身，這讓潔絲相當感動，而施密特等人亦替潔絲感到開心。 客串：賈斯汀·隆 飾演 保羅 |             |                                  |                 |                                                               |                |           |                       |
| 7 | 7           | 鐘聲 Bells                       | 派頓·瑞德       | 拉夫·羅克                                                     | 2011年11月29日 | 1ATM05    | 7.59                  |
| 潔絲帶著自己指揮的手搖鈴團回到家中練習，然而溫斯頓卻顯現了自己的手搖鈴天分，應潔絲的拜託，溫斯頓加入了潔絲的團隊。施密特看不下去尼克總是親自修理家中壞掉的用品，因此花錢請了水電工來修理馬桶管線，這讓兩人起了爭執。溫斯頓對於手搖鈴團員的表現感到不滿而責備團員，這讓想給與團員鼓勵的潔絲相當生氣而開除了溫斯頓。尼克與施密特展開幼稚的爭執，刻意畫分你我，而怒火中燒的施密特戳中了尼克的致命點，這讓尼克啞口無言又省思了一番。在尼克的提點下，溫斯頓了解到自己不應該太以自我為中心，因此他來到手搖鈴團表演的公園，重回團隊一同演出。 未登場：漢娜·席夢 飾演 西西 客串：瑞芬·古德溫 飾演 黛瑟蕊、李起弘 飾演 赫克特 |             |                                  |                 |                                                               |                |           |                       |
| 8 | 8           | 與男友的第一夜 Bad in Bed        | 潔西·佩瑞茲     | 賈許·梅爾穆                                                   | 2011年12月6日  | 1ATM07    | 6.79                  |
| 潔絲非常期待與保羅的第一夜，但潔絲卻開始憂慮了起來而未能跨出那一步。施密特與同事貝絲互爭新的辦公位置，因此施密特打算參加上司吉娜的派對，好獲得機會。尼克因不想與髮型設計師進行尷尬又無謂的交談而不願去理髮，甚至還打算自己修剪頭髮。施密特與貝絲在派對上展開廝殺，而施密特決定帶動氣氛好讓自己能夠占上風。潔絲看了色情片而擔心自己的技術不好，同時有鑑於前男友的劈腿事件，這讓她害怕自己會表現不佳，然而，潔絲過多的花招反倒讓保羅受到了驚嚇。在溫斯頓的開導下，潔絲了解到做自己的重要性，而在潔絲與保羅把話說開後，兩人自然而然地在公寓電梯發生了他們的第一次。 客串：賈斯汀·隆 飾演 保羅、伊娃·艾穆莉 飾演 貝絲、米凱拉·沃特金斯 飾演 吉娜 |             |                                  |                 |                                                               |                |           |                       |
| 9 | 9           | 貴重禮物 The 23rd                | 傑森·溫納       | 湯尼克·卡瑞                                                   | 2011年12月13日 | 1ATM10    | 6.82                  |
| 聖誕假期即將到來，而潔絲苦惱著該送什麼禮物給保羅。保羅送了潔絲貴重的禮物，這反倒讓潔絲感到有些壓力，而當保羅對潔絲說出「我愛你」時，潔絲卻只回應保羅「謝謝你」。眾人一同參加了施密特公司的聖誕派對，而施密特被金姆逼迫扮演聖誕猛男。潔絲意識到自己或許並未如保羅喜歡自己那般喜歡他，因此在尼克的鼓勵下，她決定向保羅說出此事，但潔絲最終還是臨陣退卻。凱爾的不體貼讓他與西西的感情受到考驗，而潔絲決定等到假期過後再向保羅坦白，殊不知，尼克誤以為潔絲早已向保羅分手，而安慰了保羅，這讓保羅意外得知潔絲與自己在戀情方面處的位置並不同。潔絲知悉保羅事先得知後，對尼克發了脾氣，而保羅亦對兩人的戀情感到沒有信心而選擇離開潔絲，這使潔絲相當沮喪。在西西的提點下，施密特決定硬起來，並堅決對金姆過分的要求說不，另一方面，吉娜發現自己拒人於千里之外的兒子艾爾文與溫斯頓相處的不錯，而有意重金聘請溫斯頓擔任艾爾文的保姆。最後，尼克為了讓潔絲開心起來，好彌補自己的錯誤，他決定放棄搭乘回家鄉的航班，並帶著眾人一同前往潔絲想觀賞的聖誕街。 客串：賈斯汀·隆 飾演 保羅、吉蓮·薇格曼 飾演 金姆、米凱拉·沃特金斯 飾演 吉娜、史蒂芬·艾梅爾 飾演 凱爾 |             |                                  |                 |                                                               |                |           |                       |
| 10 | 10          | 50塊的故事 The Story of the 50   | 特洛伊·米勒     | 拉夫·羅克                                                     | 2012年1月17日  | 1ATM08    | 6.97                  |
| 潔絲等人設置了「廢話存錢筒」來處罰施密特，而這次的罰錢爭議將溯及前一天施密特的29歲生日派對。另一方面，尼克試圖在律師女友茱莉亞面前展現自己最好的一面，更有意掩蓋自己過往做過的瘋狂事情。 未登場：漢娜·席夢 飾演 西西 客串：拉琪兒·哈里斯 飾演 譚雅·拉夢塔恩、馬特·貝瑟 飾演 馬丁·富勒、麗茲·凱普蘭 飾演 茱莉亞 |             |                                  |                 |                                                               |                |           |                       |
| 11 | 11          | 潔絲與茱莉亞 Jess and Julia      | 傑克·卡斯丹     | 故事 ：拉夫·羅克 劇本 ：伊莉莎白·梅莉薇瑟 ＆ 拉夫·羅克        | 2012年1月31日  | 1ATM12    | 7.29                  |
| 潔絲拜託茱莉亞幫忙自己處理一張交通罰單，然而潔絲卻發覺茱莉亞似乎不太喜歡自己。潔絲、西西和莎蒂正討論著茱莉亞對潔絲的態度，而尼克堅信茱莉亞並非會耍小心機的女人，直到潔絲說出茱莉亞向自己打探尼克過往的情史。溫斯頓決定重返情場，於是他聯絡了曾被自己拋棄的前女友雪兒碧，但現在的雪兒碧卻不再為溫斯頓心動，這讓溫斯頓意識到自己在與人交往方面上的缺點。尚未肯定彼此關係的尼克追問了茱莉亞有關她詢問潔絲的問題，而茱莉亞坦承自己尚有其他交往的人選，這讓尼克相當傷心，同時，難堪的茱莉亞亦向潔絲攤牌，說出自己對潔絲的不滿。即便兩人正式翻臉，茱莉亞還是現身法院協助潔絲處理罰單，而潔絲亦決定對茱莉亞說出自己內心的感受。夜裡，茱莉亞來到潔絲家打算向潔絲解開心結，而潔絲亦邀請茱莉亞一同加入她與朋友們的織毛線時光，同時，茱莉亞也決定和尼克成為正式的男女朋友。 客串：瓊恩·黛安·拉斐爾 飾演 莎蒂、凱莉·浩克 飾演 雪兒碧、草津克萊德 飾演 法官、麗茲·凱普蘭 飾演 茱莉亞 |             |                                  |                 |                                                               |                |           |                       |
| 12 | 12          | 房東 The Landlord                | 派頓·瑞德       | 故事 ：喬·波特 ＆ 喬·懷斯曼 劇本 ：柏克里·強森 ＆ 賈許·梅爾穆 | 2012年2月7日   | 1ATM11    | 6.83                  |
| 潔絲深信人性本善，但尼克卻認為人性本惡。面對家中待修的家用，潔絲不顧室友們的勸告，決定向房東雷米求援，然而她卻得知他們所居住的套房僅供三人居住，這為潔絲等四人帶來麻煩。潔絲決定攻破雷米的心房，好讓雷米負責修理壞掉的家用，同時亦想向尼克證明雷米並非壞人，而尼克認為失婚的雷米肯定對潔絲另有企圖。與此同時，施密特一直分不清楚金姆究竟是在對他調情，還是真的要他辦公，這令他相當苦惱。 客串：傑夫·科伯 飾演 房東／雷米、吉蓮·薇格曼 飾演 金姆 |             |                                  |                 |                                                               |                |           |                       |
| 13 | 13          | 情人節 Valentine's Day           | 塔克·蓋茲       | 雷斯利·衛克·韋伯斯特                                          | 2012年2月14日  | 1ATM13    | 6.47                  |
| 情人節到來，潔絲打算重返情場，而施密特與西西打算替潔絲把關一夜情對象。溫斯頓無意間參加了雪兒碧的閨蜜情人節之夜，而溫斯頓意外地融入雪兒碧和姊妹淘們的談話。尼克準備和茱莉亞度過甜蜜的情人節，結果卻因茱莉亞忙碌的工作而泡湯，但尼克貼心的舉動，讓茱莉亞相當感動。潔絲終於找到一個和自己毫無情感聯繫的男子－奧利佛，因此認定奧利佛即為最佳的一夜情對象，然而施密特、西西、凱爾與奧利佛的前女友卻毀了潔絲的計畫。在潔絲幫助奧利佛與其前女友復合後，施密特給予了潔絲關於一夜情的建議，而潔絲突然對施密特產生了「性」趣，就在潔絲打算向施密特求愛時，被回家的尼克發現並極力阻止，與此同時，施密特與西西正展開砲友關係。 客串：麗茲·凱普蘭 飾演 茱莉亞、史蒂芬·艾梅爾 飾演 凱爾、凱莉·浩克 飾演 雪兒碧、克拉克·杜克 飾演 克利夫、萊恩·昆坦 飾演 奧利佛 |             |                                  |                 |                                                               |                |           |                       |
| 14 | 14          | 會唱歌的老師 Bully               | 丹·亞提亞斯     | 大衛·韋爾伯                                                   | 2012年2月21日  | 1ATM15    | 6.27                  |
| 潔絲在幫助一名受到霸凌的學生時，反倒被學生們當成笑話，並製作成搞笑影片上傳至網路上，這讓潔絲相當介意。施密特和西西展開秘密砲友關係，而施密特發覺西西似乎只將自己當作洩慾的工具，但實際上，西西只是受夠了男人將自己當成炫耀的物品。潔絲發現上傳影片的人是女學生布莉安娜後，她決定教育布莉安娜，但布莉安娜卻侮辱了潔絲，這讓潔絲相當生氣，而不小心弄壞了布莉安娜製作的機器人手臂。 客串：麗茲·凱普蘭 飾演 茱莉亞、拉琪兒·哈里斯 飾演 譚雅·拉夢塔恩、喬伊·金 飾演 布莉安娜、洛珊娜·歐提嘉 飾演 葛蕾塔、特瑞莎·迪費格利亞·漢菲爾德 飾演 凱倫 |             |                                  |                 |                                                               |                |           |                       |
| 15 | 15          | 看病 Injured                     | 琳恩·薛爾頓     | 故事 ：喬·波特 ＆ 喬·懷斯曼 ＆ J·J·菲爾濱 劇本 ：J·J·菲爾濱   | 2012年3月6日   | 1ATM09    | 6.00                  |
| 大夥們正在公園打橄欖球時，潔絲不小心將尼克撞倒，導致尼克的脊椎受傷。潔絲逼迫尼克前往就醫，而莎蒂發現尼克的甲狀腺似乎長了囊腫，這讓潔絲等人相當擔心，但尼克卻因沒有保險而試圖逃避現實。 客串：瓊恩·黛安·拉斐爾 飾演 莎蒂醫師 |             |                                  |                 |                                                               |                |           |                       |
| 16 | 16          | 情緒控制 Control                 | 潔西·佩瑞茲     | 布雷特·貝爾 戴夫·芬克爾                                       | 2012年3月13日  | 1ATM14    | 5.74                  |
| 施密特在與西西的砲友關係中毫無地位，這讓他感到相當生氣。潔絲撿回了一個櫃子，但施密特卻不同意潔絲留住櫃子，這讓潔絲對施密特感到不滿，而爭不過潔絲的施密特一時生氣將櫃子推倒。由於尼克欠溫斯頓不少錢，因此溫斯頓打算跟尼克要回債款，但尼克卻開始與溫斯頓計較，這使兩人因此整天發生爭執。潔絲決定讓施密特戒掉強迫症，殊不知，這將為公寓的整潔與秩序帶來一場災難。 |             |                                  |                 |                                                               |                |           |                       |
| 17 | 17          | 沒有手機的男人 Fancyman (Part 1) | 派頓·瑞德       | J·J·菲爾濱 尼克·亞當斯                                        | 2012年3月20日  | 1ATM16    | 5.18                  |
| 尼克的信用值過低，而他願當個沒有手機的男人。學生的父親羅素對潔絲的教學理念有異議，但潔絲堅持要讓學生有自我思考的能力，而面對學校資金捐贈者之一的羅素，譚雅要求潔絲像羅素低頭，好確保羅素不會撤資。溫斯頓看著非常崇拜事事通曉的施密特的雪兒碧，他決定背下所有冷知識，好讓雪兒碧刮目相看。潔絲的車子在半路上壞掉，此時羅素路過，並將自己的車子借給了潔絲，這讓潔絲相當感謝羅素，卻又不解羅素反覆的態度。潔絲在尼克的陪同下，來到羅素的派對，而羅素非常善待尼克，這讓尼克對羅素改觀。潔絲在尼克與西西的提點下，發現自己並不習慣他人的付出而不接受羅素的好意，同時亦拋下自己對有錢人的偏見。 客串：拉琪兒·哈里斯 飾演 譚雅·拉夢塔恩、凱莉·浩克 飾演 雪兒碧、貝絲·克羅斯比 飾演 唐娜、藍道爾·朴 飾演 威爾、德蒙特·莫羅尼 飾演 羅素·席勒 |             |                                  |                 |                                                               |                |           |                       |
| 18 | 18          | 浪女秘書 Fancyman (Part 2)       | 麥特·夏克曼     | 柏克里·強森 金·羅森史塔克                                     | 2012年3月27日  | 1ATM17    | 4.96                  |
| 潔絲與羅素的第一次約會以尷尬收場，這讓潔絲相當苦惱，並疑惑是否自己搞砸了約會。溫斯頓說錯了話，讓準備前往墨西哥的雪兒碧有些生悶氣。施密特仍對自己在與西西的砲友關係中的角色感到有異議，而西西試圖扮演浪女秘書來吸引施密特。潔絲和羅素的第二次約會依舊不順利，這讓潔絲誤以為羅素只是想要感受與年輕女孩約會的快感，但事實上則是羅素久未約會而不知該如何應對。緊張的溫斯頓決定借施密特的車前往墨西哥找雪兒碧，殊不知，施密特與西西正在後車箱發生關係，這使施密特與西西的砲友關係被溫斯頓發現。 客串：凱莉·浩克 飾演 雪兒碧、馬汀·史達 飾演 德克、潔姿·雷柯爾 飾演 米芮蓮、娜塔莉·德雷福斯 飾演 絲凱樂、德莫·麥隆尼 飾演 羅素·席勒 |             |                                  |                 |                                                               |                |           |                       |
| 19 | 19          | 祕密 Secrets                     | 戴維·衛恩       | 賈許·梅爾穆                                                   | 2012年4月3日   | 1ATM18    | 4.59                  |
| 溫斯頓忍不住將施密特與西西的祕密告訴了尼克，而守不住秘密的尼克則向潔絲坦承一切，這讓潔絲對室友們隱瞞她事實感到生氣。潔絲不諒解西西隱瞞自己，這讓閨蜜倆開始產生爭執。尼克不知該如何處理一夜情對象，於是施密特向尼克傳授了關於自己如何打發一夜情對象的學問。潔絲打算讓所有事情開誠布公，因此向室友們說出彼此間的小祕密，然而她卻意外得知室友們都曾意淫過她。潔絲發現西西之所以未將施密特的事告訴自己，並非西西害怕自己對她指指點點，而是西西可能真的愛上了施密特，這事實讓西西醒悟。 客串：卡特莉娜·寶登 飾演 荷莉 |             |                                  |                 |                                                               |                |           |                       |
| 20 | 20          | 正常生活 Normal                  | 潔西·佩瑞茲     | 拉夫·羅克                                                     | 2012年4月10日  | 1ATM19    | 5.23                  |
| 潔絲邀請羅素至家中過夜，而羅素與潔絲等人玩了一整夜，並開始和室友們混熟，這反倒讓潔絲感到有那麼一絲被忽略的感覺。溫斯頓應徵上了運動廣播的工作，然而因喬的機車個性，讓溫斯頓決定辭職並重回保姆工作，但艾爾文為了溫斯頓的前途，而向吉娜詆毀溫斯頓，好讓溫斯頓失去保姆工作而不得已回到運動廣播公司工作。宿醉的羅素不打算參與潔絲的約會計畫，這讓潔絲相當生氣，而尼克與施密特在向羅素介紹發明時，意外割傷了羅素，這讓羅素受不了而決定離開潔絲家，同時也讓兩人不同的世界觀產生歧異，亦展開兩人的第一次爭吵。 客串：卡里姆·阿布都-賈霸 飾演 自己、米凱拉·沃特金斯 飾演 吉娜、菲爾·亨德里 飾演 喬·拿坡里、瑞吉萬·曼吉 飾演 面試官、德莫·麥隆尼 飾演 羅素·席勒 |             |                                  |                 |                                                               |                |           |                       |
| 21 | 21          | 新女友 Kids                      | 崔斯特姆·薛皮洛 | 湯尼克·卡瑞 雷斯利·衛克·韋伯斯特                              | 2012年4月17日  | 1ATM20    | 5.22                  |
| 羅素的女兒莎拉暫住於潔絲家，然而莎拉卻對尼克動情，這讓潔絲不知所措。西西的月經晚到，這讓西西懷疑自己是否懷上了施密特的孩子。 客串：菲爾·亨德里 飾演 喬·拿坡里、珍妮·翠柏虹 飾演 烏莉、克蘿伊·布莉姬 飾演 克蘿伊、安娜莉絲·貝索 飾演 莎拉 |             |                                  |                 |                                                               |                |           |                       |
| 22 | 22          | 番茄 Tomatoes                    | 邁克爾·史皮勒   | 大衛·韋爾伯 金·羅森史塔克                                     | 2012年4月24日  | 1ATM21    | 5.20                  |
| 看著大家都有了愛侶，尼克決定種植番茄，好獲得新的希望。潔絲邀請烏莉和自己與羅素共進晚餐，然而她卻發現羅素與烏莉在爭吵時，似乎存在著某種激情。施密特發現西西的熱情大不如前，而西西在懷孕疑雲過後，決定暫緩與施密特之間的關係，至於施密特則為了刺激西西，刻意和娜蒂雅約會。溫斯頓總是將雪兒碧掛在嘴邊，這讓身為好哥們的尼克感到既嫉妒又火大。施密特與娜蒂雅的約會出了差錯，導致施密特下體受傷而住進醫院，擔心的西西趕到醫院後，向施密特坦承了彼此內心的感覺。潔絲試圖找出自己與羅素之間的激情，然而羅素因從烏莉那獲得過轟轟烈烈的感情關係而不想再經歷一次，這讓潔絲感受到彼此似乎想要的並不相同，而傷心地為與羅素的戀情畫下句點。在看見溫斯頓與雪兒碧以全新的樣貌接受彼此的案例後，尼克重新與凱羅蘭搭上線，這讓潔絲既驚訝又無解，並因此和尼克大吵了一番。 客串：珍妮·翠柏虹 飾演 烏莉、瑪莉·伊莉莎白·艾勒斯 飾演 凱羅蘭、凱莉·浩克 飾演 雪兒碧、德莫·麥隆尼 飾演 羅素·席勒 |             |                                  |                 |                                                               |                |           |                       |
| 23 | 23          | 退步 Backside                    | 奈納·伯斯坦     | 大衛·奎特                                                     | 2012年5月1日   | 1ATM22    | 4.40                  |
| 潔絲沉浸在與羅素分手的悲傷中，在西西的安慰下，潔絲了解到她所做的決定也許是最正確的。西西帶著施密特去見她的奶奶，這讓兩人的關係更靠近了一步。潔絲重新和保羅搭上線，然而她卻意外得知保羅其實有了一個如亞洲版自己的女友珍，這讓潔絲相當混亂。凱羅蘭決定讓自己與尼克的關係有個全新又認真的好開始，於是她邀請尼克與自己同居，而施密特與溫斯頓放出尼克之前在與凱羅蘭分手後拍下的警惕影片，企圖讓尼克清醒。潔絲打算向珍說出一切，但在看見保羅深愛珍，甚至準備向珍求婚的樣子後，潔絲決定幫助保羅與珍修成正果。在保羅事件後，潔絲了解到尼克與凱羅蘭的關係是永遠不會幸福的，但這時她卻得知尼克準備與凱羅蘭搬進新居。 客串：賈斯汀·隆 飾演 保羅、菲爾·亨德里 飾演 喬·拿坡里、瑪莉·伊莉莎白·艾勒斯 飾演 凱羅蘭、梅麗莎·唐 飾演 珍、梅德荷·傑夫里 飾演 娜娜 |             |                                  |                 |                                                               |                |           |                       |
| 24 | 24          | 再見 See Ya                      | 邁克爾·史皮勒   | 故事 ：伊莉莎白·梅莉薇瑟 劇本 ：布雷特·貝爾 ＆ 戴夫·芬克爾    | 2012年5月8日   | 1ATM23    | 5.61                  |
| 尼克準備搬進與凱羅蘭的新居，而潔絲試圖留下尼克，但尼克心意已決。施密特前去探西西的班，然而他在看見西西與男模之間的互動後，開始為此大吃醋。當尼克載著家當準備搬至新居時，他卻開始感到恐慌，並將貨車開到荒漠，甚至還將車鑰匙扔掉。凱羅蘭在得知尼克產生疑慮後，她安撫了尼克，這使尼克平靜了不少，並更加確定要與凱羅蘭同居的決心。施密特與溫斯頓向潔絲求救，當潔絲與西西到達後，潔絲為了不讓尼克得逞，刻意將車鑰匙扔掉，使得大夥們得在荒漠等待拖車到達。施密特原本想放下自己的醋意，然而他卻看見了西西與男模的簡訊，這讓他有了想放開西西的想法，希望西西獲得更多快樂。潔絲在得知施密特的想法後，她意識到尼克的快樂更為重要，因此她決定支持尼克，這讓尼克非常感動。尼克在和大夥們告別後，與凱羅蘭展開同居新生活，但最後他還是搬回了公寓，回到真心關心他的室友們身邊。 客串：瑪莉·伊莉莎白·艾勒斯 飾演 凱羅蘭、托馬斯·列儂 飾演 尼爾、傑夫·科伯 飾演 雷米 |             |                                  |                 |                                                               |                |           |                       |

## 收視率
| 總集數 | 集數 | 標題               | 播出日期       | 收視／份額 （18–49歲） | 收視 （百萬） | DVR （18–49歲） | DVR收視 （百萬） | 加總 （18–49歲） | 總收視 （百萬） |
| ------ | ---- | ------------------ | -------------- | ---------------------- | ------------- | --------------- | ---------------- | ---------------- | --------------- |
| 1      | 1    | 試播集（Pilot）         | 2011年9月20日  | 4.8/12                 | 10.28         | TBD             | TBD              | TBD              | TBD             |
| 2      | 2    | 新室友（Kryptonite）         | 2011年9月27日  | 4.5/11                 | 9.28          | TBD             | TBD              | TBD              | TBD             |
| 3      | 3    | 婚禮（Wedding）           | 2011年10月4日  | 4.3/11                 | 8.65          | TBD             | TBD              | TBD              | TBD             |
| 4      | 4    | 上網文化（Naked）       | 2011年11月1日  | 3.6/9                  | 7.42          | TBD             | TBD              | TBD              | TBD             |
| 5      | 5    | 多一位？（Cece Crashes）       | 2011年11月8日  | 3.5/9                  | 8.64          | TBD             | TBD              | TBD              | TBD             |
| 6      | 6    | 感恩節（Thanksgiving）         | 2011年11月15日 | 3.5/9                  | 6.91          | TBD             | TBD              | TBD              | TBD             |
| 7      | 7    | 鐘聲（Bells）           | 2011年11月29日 | 3.6/9                  | 7.59          | TBD             | TBD              | TBD              | TBD             |
| 8      | 8    | 與男友的第一夜（Bad in Bed） | 2011年12月6日  | 3.4/9                  | 6.79          | TBD             | TBD              | TBD              | TBD             |
| 9      | 9    | 貴重禮物（The 23rd）       | 2011年12月13日 | 3.3/9                  | 6.82          | TBD             | TBD              | TBD              | TBD             |
| 10     | 10   | 50的故事（The Story of the 50）       | 2012年1月17日  | 3.4/8                  | 6.97          | TBD             | TBD              | TBD              | TBD             |
| 11     | 11   | 潔絲與茱莉亞（Jess and Julia）   | 2012年1月31日  | 3.5/9                  | 7.29          | TBD             | TBD              | TBD              | TBD             |
| 12     | 12   | 房東（The Landlord）           | 2012年2月7日   | 3.5/9                  | 6.83          | TBD             | TBD              | TBD              | TBD             |
| 13     | 13   | 情人節（Valentine's Day）         | 2012年2月14日  | 3.1/8                  | 6.47          | TBD             | TBD              | TBD              | TBD             |
| 14     | 14   | 會唱歌的老師（Bully）   | 2012年2月21日  | 3.0/8                  | 6.27          | TBD             | TBD              | TBD              | TBD             |
| 15     | 15   | 看病（Injured）           | 2012年3月6日   | 3.0/8                  | 6.00          | TBD             | TBD              | TBD              | TBD             |
| 16     | 16   | 情緒控制（Control）       | 2012年3月13日  | 2.8/8                  | 5.74          | TBD             | TBD              | TBD              | TBD             |
| 17     | 17   | 沒有手機的男人（Fancyman (Part 1)） | 2012年3月20日  | 2.7/7                  | 5.18          | TBD             | TBD              | TBD              | TBD             |
| 18     | 18   | 浪女秘書（Fancyman (Part 2)）       | 2012年3月27日  | 2.6/7                  | 4.96          | TBD             | TBD              | TBD              | TBD             |
| 19     | 19   | 祕密（Secrets）           | 2012年4月3日   | 2.3/6                  | 4.59          | TBD             | TBD              | TBD              | TBD             |
| 20     | 20   | 正常生活（Normal）       | 2012年4月10日  | 2.8/7                  | 5.23          | TBD             | TBD              | TBD              | TBD             |
| 21     | 21   | 新女友（Kids）         | 2012年4月17日  | 2.7/7                  | 5.22          | TBD             | TBD              | TBD              | TBD             |
| 22     | 22   | 番茄（Tomatoes）           | 2012年4月24日  | 2.6/7                  | 5.20          | TBD             | TBD              | TBD              | TBD             |
| 23     | 23   | 退步（Backside）           | 2012年5月1日   | 2.2/6                  | 4.40          | TBD             | TBD              | TBD              | TBD             |
| 24     | 24   | 再見（See Ya）           | 2012年5月8日   | 2.8/7                  | 5.61          | TBD             | TBD              | TBD              | TBD             |
| 平均   | 平均 | 平均               | 平均           | 3.2                    | 6.51          | 1.5             | 2.63             | 4.7              | 9.14            |

## 評價
本劇獲得電視評論家廣泛的好評。於爛番茄整合的評論中，本季獲得84%新鮮度、6.77/10分（31位評論家），評論家共識：「柔伊·黛絲香奈獨特的風格在《俏妞報到》有了發揮的價值，又時而嬌媚，節目的優點在於風趣的執筆與有力的配角。」於Metacritic整合的評論中，本季獲得66分（滿分100分；25位評論家），屬普遍的好評。
評論家前十大電視節目排名
- No. 10　康特拉科斯塔時報（英语：Contra Costa Times）
- No. 7　人物雜誌
- No. 10　電視指南

## 獎項
| 年度 | 大獎                 | 獎項                               | 入圍者                                    | 結果 |
| ---- | -------------------- | ---------------------------------- | ----------------------------------------- | ---- |
| 2011 | 衛星獎               | 最佳女演員－音樂及喜劇類           | 柔伊·黛絲香奈                             | 提名 |
| 2011 | 評論家選擇電視獎     | 最受期待新節目                     | 最受期待新節目                            | 獲獎 |
| 2011 | 藝術指導公會獎       | 最佳製作設計獎－半小時單鏡影集     | 傑佛遜·D·薩奇                             | 提名 |
| 2012 | 人民選擇獎           | 最喜愛新電視喜劇獎                 | 最喜愛新電視喜劇獎                        | 提名 |
| 2012 | 金球獎               | 最佳電視影集－音樂及喜劇類         | 最佳電視影集－音樂及喜劇類                | 提名 |
| 2012 | 金球獎               | 最佳電視女演員－音樂及喜劇類       | 柔伊·黛絲香奈                             | 提名 |
| 2012 | 美國編劇工會獎       | 最佳新影集                         | 最佳新影集                                | 提名 |
| 2012 | 奧提歐斯獎           | 電視試播集喜劇類獎                 | 珠兒·貝斯卓、賽斯·嚴科威茲                | 提名 |
| 2012 | 奧提歐斯獎           | 電視影集喜劇類獎                   | 安雅·克拉夫、邁克爾·尼科洛、潔西卡·蒙克斯 | 提名 |
| 2012 | 年輕藝術家獎         | 最佳表演電視影集－常駐年輕女演員獎 | 勞倫·歐文斯                               | 提名 |
| 2012 | 評論家選擇電視獎     | 最佳喜劇類影集                     | 最佳喜劇類影集                            | 提名 |
| 2012 | 評論家選擇電視獎     | 喜劇類影集最佳女演員獎             | 柔伊·黛絲香奈                             | 獲獎 |
| 2012 | 評論家選擇電視獎     | 喜劇類影集最佳男配角獎             | 麥斯·格林菲爾德                           | 提名 |
| 2012 | 評論家選擇電視獎     | 喜劇類最佳客串男演員               | 賈斯汀·隆                                 | 提名 |
| 2012 | 青少年選擇獎         | 電視選擇獎－喜劇類影集             | 電視選擇獎－喜劇類影集                    | 提名 |
| 2012 | 青少年選擇獎         | 電視選擇獎－喜劇類女演員           | 柔伊·黛絲香奈                             | 提名 |
| 2012 | 青少年選擇獎         | 電視選擇獎－表現突出劇集           | 電視選擇獎－表現突出劇集                  | 提名 |
| 2012 | 青少年選擇獎         | 電視選擇獎－表現突出男演員         | 傑克·約翰森                               | 提名 |
| 2012 | 青少年選擇獎         | 電視選擇獎－表現突出男演員         | 雷默恩·莫里斯                             | 提名 |
| 2012 | 青少年選擇獎         | 電視選擇獎－表現突出男演員         | 麥斯·格林菲爾德                           | 提名 |
| 2012 | 青少年選擇獎         | 電視選擇獎－表現突出女演員         | 漢娜·席夢                                 | 獲獎 |
| 2012 | 電視評論家協會獎     | 最佳新節目獎                       | 最佳新節目獎                              | 提名 |
| 2012 | Gold Derby電視獎     | 最佳喜劇類影集女演員獎             | 柔伊·黛絲香奈                             | 提名 |
| 2012 | Gold Derby電視獎     | 年度表現突出獎                     | 柔伊·黛絲香奈                             | 獲獎 |
| 2012 | Gold Derby電視獎     | 年度表現突出獎                     | 麥斯·格林菲爾德                           | 提名 |
| 2012 | PAAFTJ電視獎         | 喜劇類影集最佳女主角獎             | 柔伊·黛絲香奈                             | 提名 |
| 2012 | PAAFTJ電視獎         | 喜劇類影集最佳客串男演員獎         | 賈斯汀·隆                                 | 提名 |
| 2012 | 在線電影與電視協會獎 | 喜劇類影集最佳女演員獎             | 柔伊·黛絲香奈                             | 獲獎 |
| 2012 | 在線電影與電視協會獎 | 喜劇類影集最佳男配角獎             | 麥斯·格林菲爾德                           | 獲獎 |
| 2012 | 在線電影與電視協會獎 | 最佳新片頭設計獎                   | 最佳新片頭設計獎                          | 提名 |
| 2012 | 黃金時段艾美獎       | 最佳喜劇類影集獎                   | 最佳喜劇類影集獎                          | 提名 |
| 2012 | 黃金時段艾美獎       | 最佳喜劇類影集女主角獎             | 柔伊·黛絲香奈                             | 提名 |
| 2012 | 黃金時段艾美獎       | 最佳喜劇類影集男配角獎             | 麥斯·格林菲爾德                           | 提名 |
| 2012 | 黃金時段艾美獎       | 最佳喜劇類影集導演獎               | 傑克·卡斯丹（集數：新環境新氣象）         | 提名 |
| 2012 | 黃金時段艾美獎       | 最佳片頭設計                       | 最佳片頭設計                              | 提名 |

## 外部連結
- 官方网站（英文）
- 《《俏妞報到》》各集列表 来自互联网电影数据库